# والپارایسو (انتیوکیا)
والپارایسو (انگلیسی: Valparaíso, Antioquia) یک منطقه مسکونی در کلمبیا است.